# Armenische Felseidechse
Die Armenische Felseidechse (Darevskia armeniaca, Syn.: Lacerta armeniaca), auch Armenische Gebirgseidechse, gehört innerhalb der Familie der Echten Eidechsen zur Gattung der Kaukasischen Felseidechsen, einer Ausgliederung aus der alten Sammelgattung Lacerta.

## Beschreibung
Die Armenische Felseidechse ähnelt im Aussehen der Mauereidechse. Sie besitzt einen spitzen Kopf, einen schlanken abgeflachten Körper und einen langen Schwanz. Die Färbung variiert in den unterschiedlichsten Brauntönen mit größeren bläulichen Punkten am Kopf, die wie Schilde aussehen sowie kleinen bläulichen Punkten auf dem Rücken und zwischen den Flanken bis zur Bauchunterseite. Ihre kurzen fast zierlichen Extremitäten enden in lange spitze Krallen. Die Gesamtlänge der Armenischen Felseidechse beträgt 18 bis 20 Zentimeter.

## Verbreitung
Das natürliche Verbreitungsgebiet der Armenischen Felseidechse erstreckt sich über den Kaukasus, von Südgeorgien, Armenien bis zur nordöstlichen Türkei, vereinzelt auch in der Ukraine. Ihr bevorzugtes Habitat ist das Gebirge. Dort hält sie sich in Höhen zwischen 1.700 und 2.200 Metern auf warmen Felsvorsprüngen und zwischen Felsnischen auf.

## Nahrung
Die Armenische Felseidechse bevorzugt neben Insekten, Spinnen und anderen Gliederfüßern auch süße Früchte.

## Fortpflanzung
Die Armenische Felseidechse gehört zu den Wirbeltieren mit Jungfernzeugung (Parthenogenese). Dabei handelt es sich um eine eingeschlechtliche Fortpflanzung – es gibt nur Weibchen. Diese legen nach einer Winterruhe zwischen zwei und fünf unbesamte Eier, aus denen ausschließlich wieder nur Weibchen schlüpfen. Die Jungfernzeugung findet man nur noch bei einigen Kaukasischen Felseidechsen, bei amerikanischen Rennechsen, Geckos, einigen Schlangenarten (z. B. bei der Blumentopfschlange) sowie bei einigen Fischen. Häufiger kommt sie bei wirbellosen Tieren vor wie Rädertieren, Blattläusen, Wasserflöhen und Würmern. Ursache für die Parthenogenese der Armenischen Felseidechse kann ein Paarungspartnermangel oder auch eine Art Vermehrungsstrategie sein. Die Armenische Felseidechse gilt noch nicht als bedrohte Tierart.